# Barbaresco (Siena)

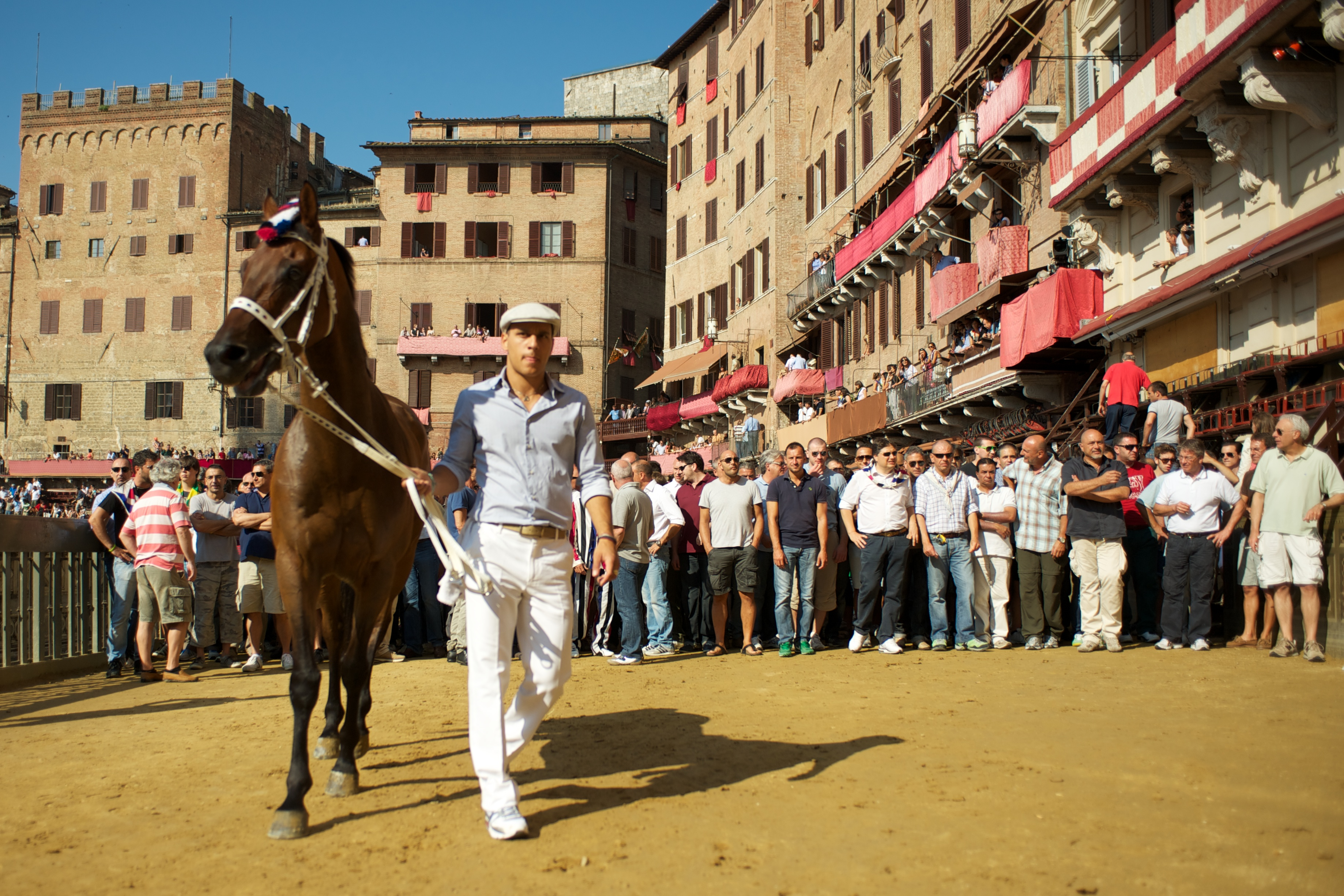
Barbaresco dell'Istrice con Moedi nel 2011

Il barbaresco (più propriamente barberesco) nella città toscana di Siena è la persona incaricata in ognuna delle diciassette Contrade di accudire il cavallo (o bàrbero) assegnato a sorte per la corsa del Palio.
Il barbaresco viene nominato dal Capitano della Contrada. La sua carica è estremamente importante e delicata perché, in caso di infortunio al cavallo assegnato a sorte alla Contrada, quest'ultima non potrà partecipare al Palio.
Il primo barbaresco donna della plurisecolare storia del Palio è stato nominato in occasione del Palio del 2 luglio 2006 dalla Imperiale Contrada della Giraffa.